# Oxytropis lanuginosa
Oxytropis lanuginosa är en ärtväxtart som beskrevs av Vladimir Leontjevitj Komarov. Oxytropis lanuginosa ingår i släktet klovedlar, och familjen ärtväxter. Inga underarter finns listade i Catalogue of Life.